# Denis Cuniot
Pour les articles homonymes, voir Cuniot.
Denis Cuniot est un pianiste et musicien français né en 1953. 

## Biographie
Denis Cuniot, fils d'Alain Cuniot, est l'un des artisans du renouveau de la musique klezmer, ces musiques populaires juives de l’Europe centrale et orientale. Avec le clarinettiste du groupe Bratsch Nano Peylet, il fonde en 1983 le duo Peylet-Cuniot, et, en 1995, il co-fonde avec Philippe Briegh l’Orient Express Moving Schnorers.
Il quitte le groupe en 1998 pour un spectacle solo, où il est à la fois conteur et pianiste, autour des Rendez-vous au métro Saint-Paul, nouvelles de l'écrivain Cyrille Fleischman.
En 2000, il fonde avec le jeune clarinettiste Yom un duo klezmer qui donnera naissance à un disque, The Golem on the moon, dont le dessin de la pochette est de Joann Sfar et le texte de présentation d'Hervé Le Tellier.
Il participe à la création du spectacle de théâtre musical Balade en mère, spectacle écrit et mis en scène par Gérard Grobman (création au Musée d’Art et d’Histoire du Judaisme).
Son album solo virtuose de 2007, Confidentiel Klezmer, a reçu un "Coup de cœur Musique du monde" de l'Académie Charles-Cros dans la section "Créations".

## Albums
- 1989. Musique des klezmorim et de leurs descendants, duo Peylet-Cuniot (Vol. 1), chez Buda Musique
- 1992. Musique klezmer d’hier et de demain, duo Peylet-Cuniot (Vol. 2), chez Buda Musique
- 1993. Nano Peylet and friends, chez Buda Musique
- 1996. Les lendemains de la veille, Orient Express Moving Schnorers, Transes Européennes dirigée par Pablo Cueco
- 2000. L’Amour des niguns, duo Peylet-Cuniot (Vol. 3) chez Buda Musique
- 2003. The golem on the Moon, duo Yomguih-Cuniot, chez Buda musique
- 2007. Confidentiel Klezmer, album piano solo, chez Buda musique
- 2011. Yat - Mir Geyen, avec Bruno Girard  , chez Buda musique
- 2012. Perpetuel Klezmer, concert solo au New Morning, chez Buda musique

## Musiques de films
- Pour l'écrivain et cinéaste Robert Bober, Denis Cuniot a composé les musiques de Naissance de l’écriture, L’esprit des lois, En remontant la rue Vilin, (film « culte » en hommage à l'écrivain Georges Perec).
- Robert Bober a aussi utilisé les musiques du duo Peylet-Cuniot dans ses films consacrés à Chagall, à Kafka.
- Passage(s) de Mathias et Colin Rifkiss.

## Récompenses
- 2009 : Prix de la Fondation Renée et Léonce Bernheim pour les Arts, les Sciences et les Lettres sous l’égide de la Fondation du judaïsme français.
- 2007 Prix Musiques du monde de l'Académie Charles-Cros.